# Мечтатель (альбом)
«Мечтатель» — шестой студийный альбом российского поп-певца Димы Билана, выпущенный 25 мая 2011 года.
Альбом записывался в США и в России в сотрудничестве с музыкальными продюсерами Джимом Бинзом и Джонатаном Ротемом. В записи альбома также участвовала американская поп-дива Анастэйша. Солист популярной группы Винтаж — Алексей Романов стал автором композиции «Мечтатели», которая дала название альбому.
Дата выхода и название альбома менялись несколько раз. 10 июля 2010 года на своей пресс-конференции в Алма-Ате Дима Билан, отвечая на вопросы журналистов сказал о том, что альбом выйдет осенью 2010 года и, возможно будет иметь название «Он хотел». Однако осенью альбом не вышел и продолжилась запись песен. Название менялось на «50/50» и «Мечтатель_и». Вышел Альбом 25 мая 2011 года под названием «Мечтатель».
Альбом был выпущен в трёх версиях:
- CD-диск
- CD-диск и DVD-диск с 5 видеоклипами и фотографиями (Deluxe edition)
- Виниловый диск (Limited edition)

На виниловых пластинках было выпущено 300 копий альбома.

## Список композиций

### CD-диск
| №   | Название                           | Автор(ы)                      | Длительность |
| --- | ---------------------------------- | ----------------------------- | ------------ |
| 1.  | «Мечтатели»                        | А. Романоф А. Ковалёв         | 3:48         |
| 2.  | «Changes» (Перемены)               | Джонатан Ротем Вайн Хектор    | 3:42         |
| 3.  | «Задыхаюсь»                        | Денис Ковальский              | 3:31         |
| 4.  | «Я просто люблю тебя»              | Денис Ковальский              | 4:21         |
| 5.  | «Rocket man» (Пилот ракеты)        | Джеймс Вашингтон Донел Батлер | 3:34         |
| 6.  | «Он хотел»                         | Андреева Н.                   | 3:21         |
| 7.  | «Safety» (Безопасность)            | Майкл Басби                   | 3:34         |
| 8.  | «Я сильней»                        | Дима Билан Вячеслав Лунгу     | 3:49         |
| 9.  | «Лови мои цветные сны»             | А. Фокин К. Крутоголова       | 3:42         |
| 10. | «По парам»                         | Бахытжан Бадыгулов            | 3:42         |
| 11. | «Пока»                             | Арсен Алексанян               | 3:17         |
| 12. | «Get outta my way» (Уйди с дороги) | Джеймс Вашингтон Донел Батлер | 3:39         |

Бонус-треки
| №   | Название                        | Автор(ы)                              | Длительность |
| --- | ------------------------------- | ------------------------------------- | ------------ |
| 13. | «Звезда»                        | Александр Лунёв Вячеслав Лунгу        | 3:22         |
| 14. | «Слепая любовь»                 | Денис Ковальский                      | 3:40         |
| 15. | «Я просто люблю тебя (remix)»   | Денис Ковальский Сергей Фисун         | 3:11         |
| 16. | «Safety (remix)» (Безопасность) | Майкл Басби Ник Дитри Дэнни Боселович | 4:20         |

### Подарочное издание
DVD-диск
- Changes Режиссёр: Matt Alonzo
- По парам Режиссёр: Григорий Тоидзе
- Safety Режиссёр: Павел Худяков
- Я просто люблю тебя Режиссёр: Григорий Тоидзе
- Мечтатели Режиссёр: Григорий Тоидзе

## Виниловая пластинка
| №  | Название              | Длительность |
| -- | --------------------- | ------------ |
| 1. | «Мечтатели»           | 3:48         |
| 2. | «Changes»             | 3:42         |
| 3. | «Задыхаюсь»           | 3:31         |
| 4. | «Я просто люблю тебя» | 4:21         |
| 5. | «Rocket man»          | 3:34         |
| 6. | «Он хотел»            | 3:21         |
| 7. | «Safety»              | 3:34         |

| №   | Название               | Длительность |
| --- | ---------------------- | ------------ |
| 8.  | «Я сильней»            | 3:49         |
| 9.  | «Лови мои цветные сны» | 3:42         |
| 10. | «По парам»             | 3:42         |
| 11. | «Пока»                 | 3:17         |
| 12. | «Get outta my way»     | 3:39         |
| 13. | «Звезда»               | 3:22         |